# Nanning Logan Century 1
Das Nanning Logan Century 1 (auch Logan Century Center 1, chinesisch 龙光世纪大厦, Pinyin Lóngguāng Shìjì Dàshà – „Longguang Jahrhundert-Gebäude“) ist ein superhoher Wolkenkratzer in Nanning (Guangxi) in der Volksrepublik China. Das Bauwerk ist 381 Meter hoch. Die Bauarbeiten begannen 2013 und wurden 2018 abgeschlossen. Bis zur Fertigstellung des Nanning China Resources Tower wird es das höchste Gebäude in Nanning und der Provinz Guangxi sein.